# Evangelischer Friedhof Düren

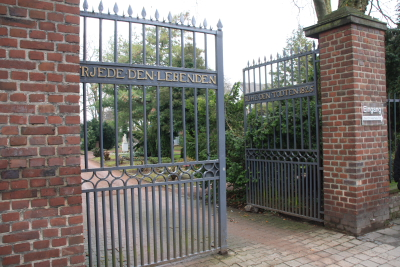
Das Eingangstor

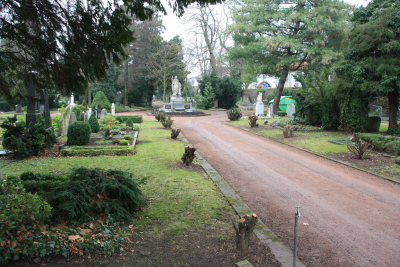
Der Hauptweg

Der evangelische Friedhof an der Kölnstraße in Düren ist eine konfessionsgebundene Begräbnisstätte in Düren, Nordrhein-Westfalen, in der Kölnstraße, die Angehörigen aller Religionen für Beisetzungen offensteht.
Die Dürener Industriellen Rudolph und Lucia Schoeller schenkten 1825 der reformierten Gemeinde zu Düren das Gelände in der Kölnstraße. Nach mehreren Erweiterungen entstand der Friedhof 1868 in der heutigen Größe. Bis 1884 wurden Eheleute nicht in gemeinsamen Gräbern bestattet, da die Stifter bestimmt hatten, dass „in der Reihe nach der Todesfolge beigesetzt werde, ohne Ansehen von Stand und Familienzugehörigkeit und ohne jegliche Denkmäler“ begraben werden sollte.
In der wilhelminischen Zeit entstanden imposante Grabmale der Dürener Fabrikantenfamilien Hoesch, Schoeller, Schleicher, Schüll, Deutgen und Heyder. Bekannte Bildhauer wie Joseph Uphues, Johann Joseph Imhoff (der Jüngere), Alexander Iven, Edmund Renard und August Wittig gestalteten die meist aufwändigen Denkmäler.
Der Friedhof, auf dem heute noch bestattet wird, ist seit 1989 unter Nr. 1/55 in die Denkmalliste der Stadt Düren eingetragen.
Der ehemalige Tanzsaal neben dem Friedhof ist abgebrochen worden. Dort entstand eine Friedhofskapelle (Trauerhalle) mit Columbarium, die im Frühjahr 2016 eröffnet werden soll. Dort, wo jetzt die Trauerhalle entsteht, stand noch nach dem Zweiten Weltkrieg das Küsterhaus. Die Kapelle auf dem Friedhof wurde im Krieg zerstört. Das Küsterhausgrundstück wurde in den 1950er Jahren verkauft. Dort entstand zuerst ein Möbelhaus, später eine Diskothek. Aus einer Zwangsversteigerung wurde das Grundstück zurückerworben.
Der Friedhof befindet sich im Besitz der Evangelischen Gemeinde zu Düren.